# Уманка (річка)
У́манка — річка в Україні, в межах Уманського району Черкаської області. Ліва притока Ятрані (басейн Південного Бугу).

## Опис
Довжина 43 км, площа водозбірного басейну 411 км². Похил річки 2,1 м/км. Долина завширшки до 2 км, завглибшки до 40 м. Заплава асиметрична, завширшки до 200 м, з численними озерами; є джерела. Річище звивисте, завширшки до 5 м, завглибшки в середній течії 0,4—0,6 м. Є джерела і багато ставів, найбільший — Осташівський став. Використовується на потреби зрошування, рибництва. 

## Розташування
Уманка бере початок з села Багачівка. Тече переважно на південний схід, у пониззі — на південь. Впадає до Ятрані на південь від села Сушківка. 
Над річкою розташоване місто Умань.

## Основні притоки
- Хутірка — права
- Олександрівка — ліва
- Паланка  — права
- Кам'янка [1]— ліва

## Галерея

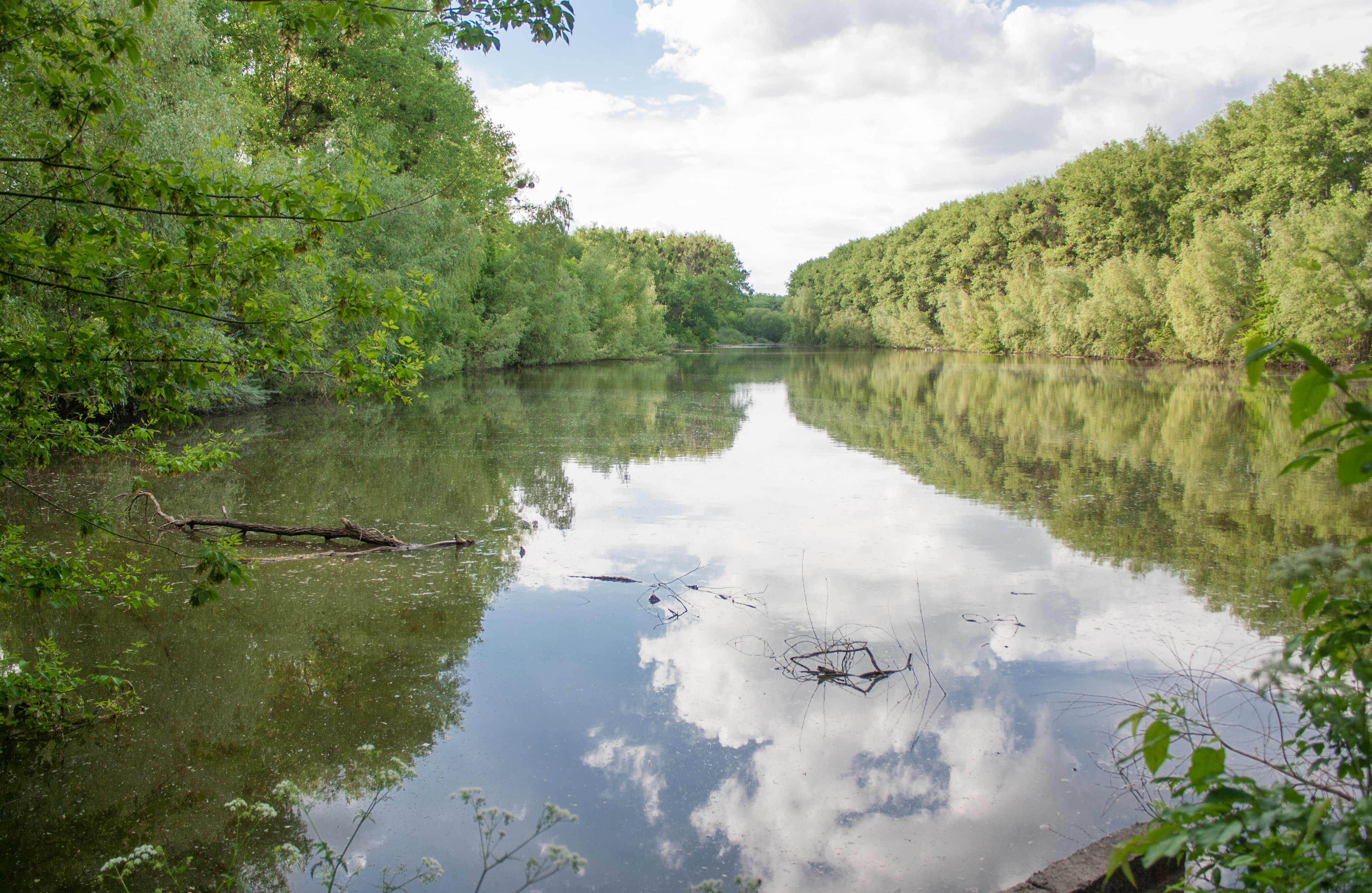
Ставок на річці в селі Багачівка
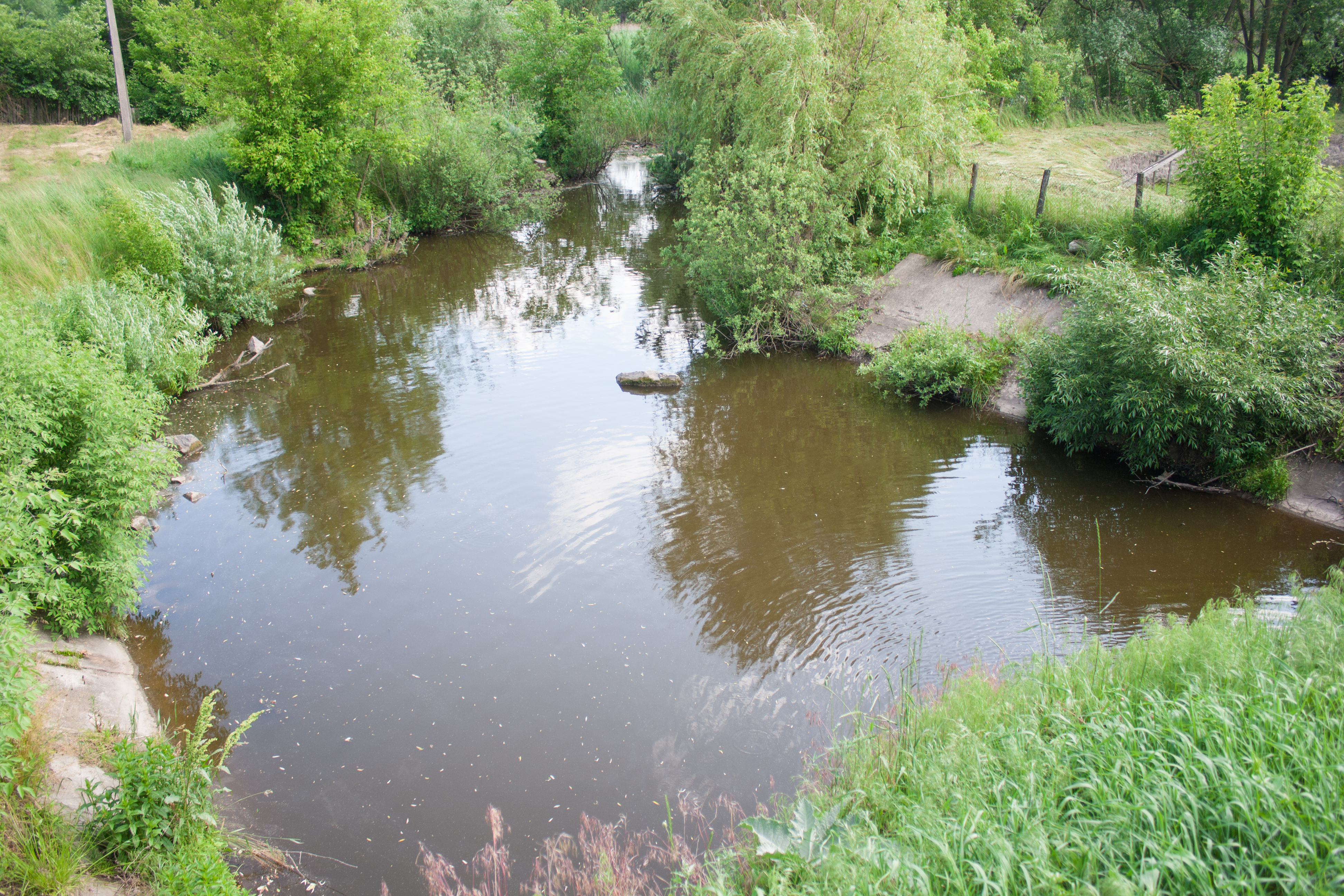
Річка в селі Кочубіївка
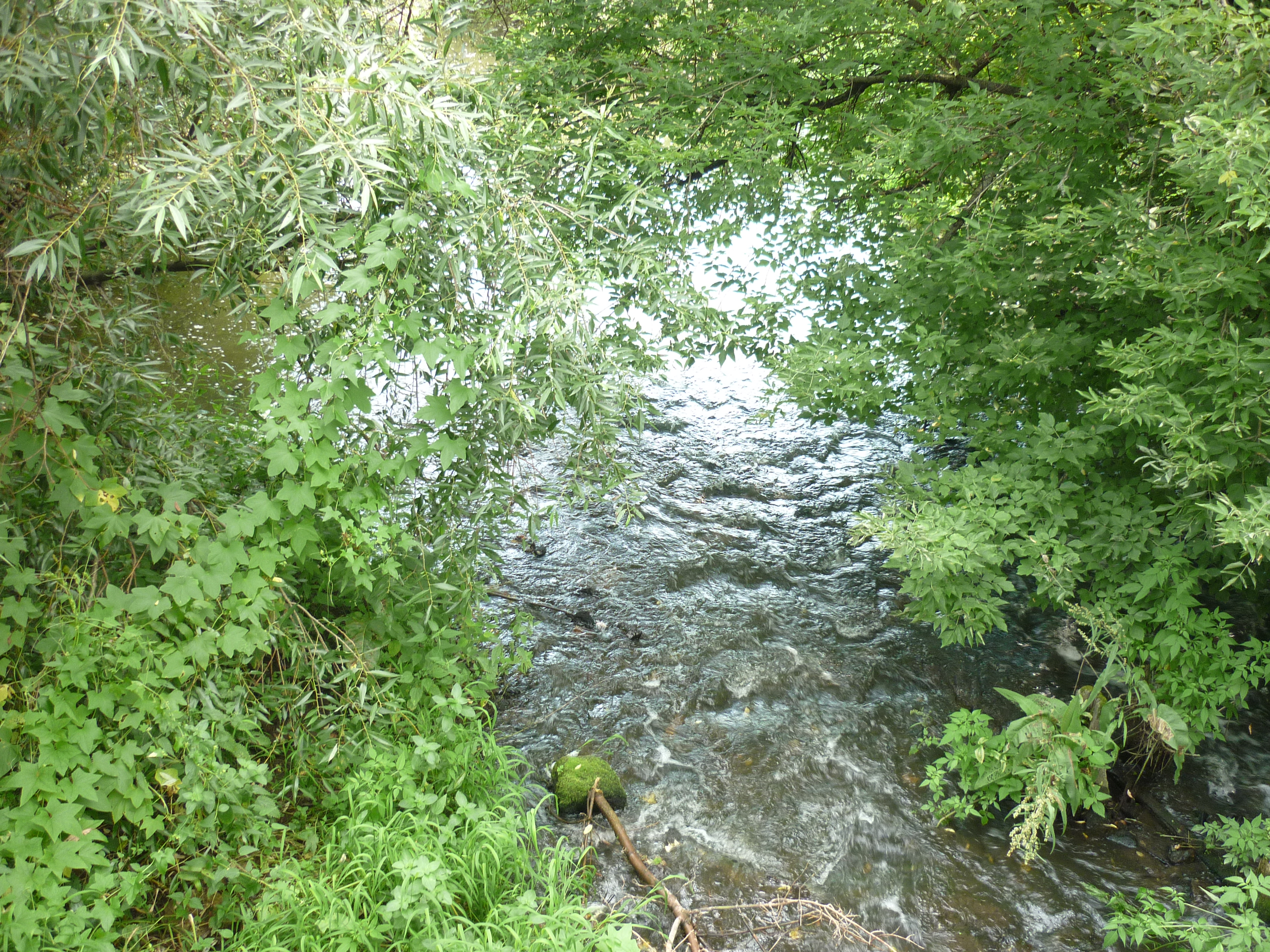
Річка в місті Умань